# 中折れ帽

中折れ帽の着用例

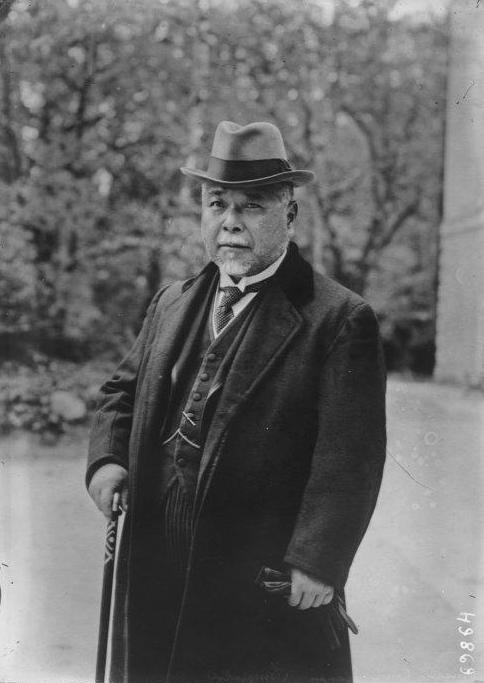
中折れ帽姿の犬塚勝太郎。1921年

中折れ帽（なかおれぼう）は、クラウン（頭頂部）の中央を縦に折り込んだ帽子である。
もっぱらフェルト製で、ソフトフェルトハット (soft felt hat) を略してソフト帽（ソフトぼう）・ソフトハットと呼ぶ。シルクハット、山高帽、ホンブルグ・ハットなど、硬く作られた帽子に対し、「ソフト」と呼ばれる。綿製の中折れ帽はミルキーと呼ばれる。
舞台『Fédora』の主人公フェドーラにちなみ、フェドーラ、フェドゥーラ (fedora) とも呼ばれる。
第二次世界大戦前頃まで一般的に使用され、当時の公務員や会社員に愛用されていた。
1960年代より翳りが見られ始め、1961年に米国大統領に当選・就任したジョン・F・ケネディは若々しさをアピールする為、選挙期間中より中折れ帽をあまり被らなかった等、徐々に古臭い男性ファッションとして片隅に追いやられ始めたともされる。

## 素材
兎の毛を固めたラビットファーフェルト、または羊毛を固めたウールフェルト、他には綿や皮革、ポリエステル、レーヨン、アクリル繊維、ナイロン（主に混紡に用いる）で作られている帽子もある。ラビットファーフェルトの方が高級とされている。

## 形状
クラウン（山の中央）にクリース（窪み）がありその先には「つまみ」と呼ばれる尖部がある。ブリム（鍔）は前部を下げ後部を高くするのが一般的である。

## リボン
ソフト帽にはリボンが巻いてあり（リボンが存在しない場合もある）、帽子に差し込んだり、帽子の羽根は色や柄・素材によって様々な表情を楽しむことが出来る。山高帽、カンカン帽、パナマ帽、シルクハット等のリボンが巻いてある物ならば同様に楽しむことが出来るが弔事では外すのが相応しいとされている。礼装での色は黒、濃紺、ビジネスでは濃茶、チャコールグレーなどが好まれて着用された。

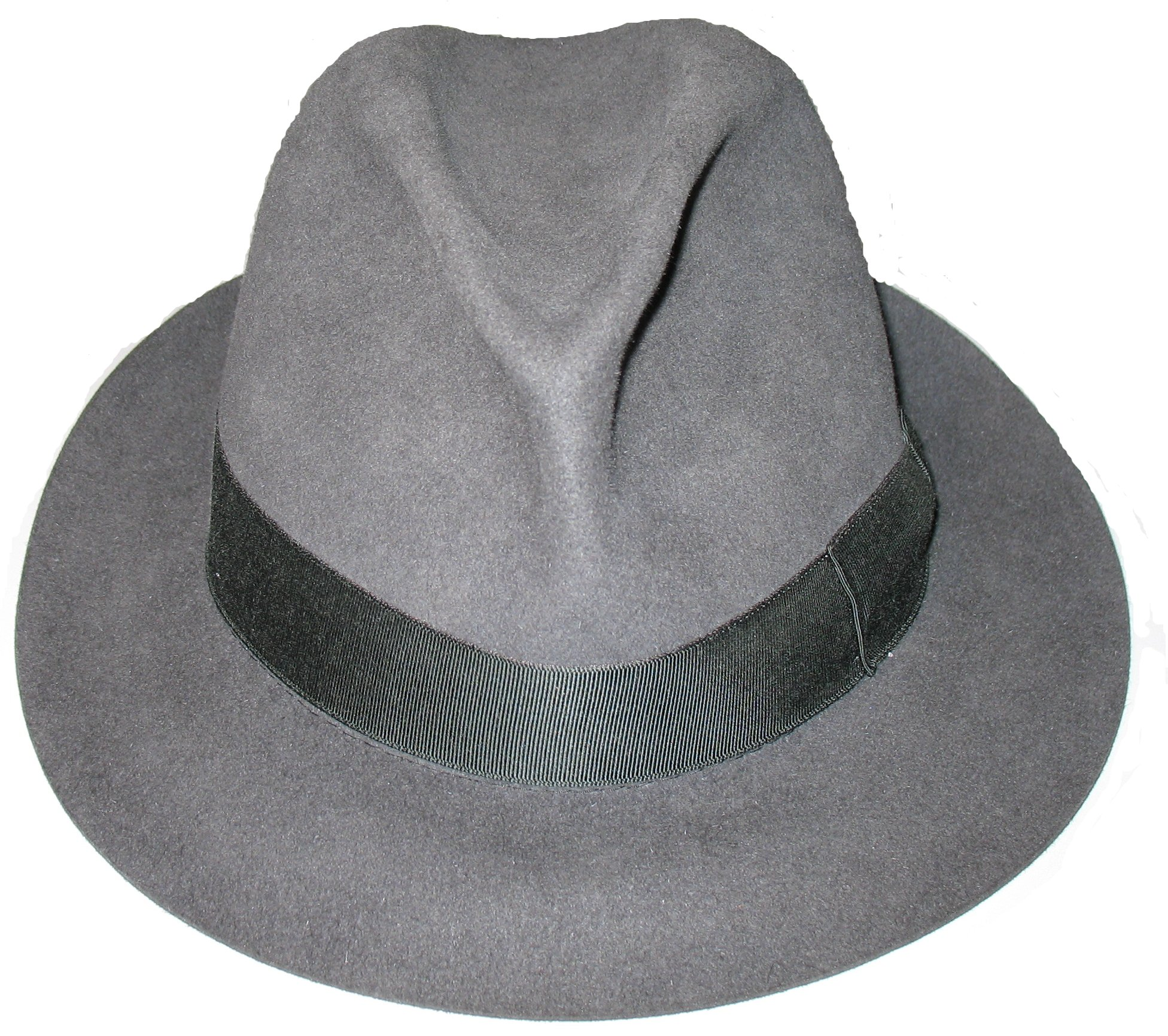
ボルサリーノ製ソフト帽

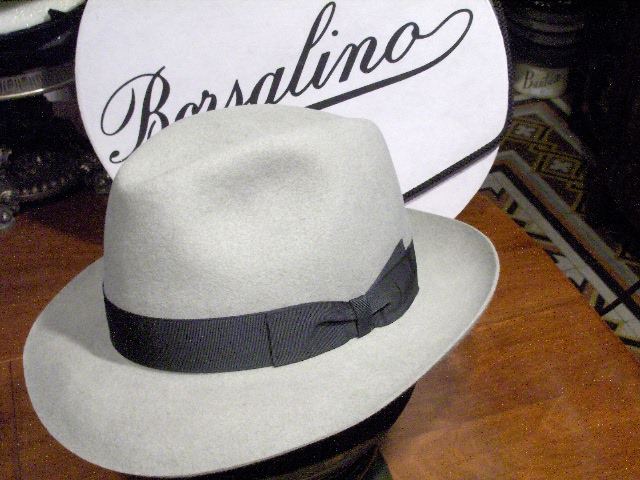

## 歴史
イタリアのボルサリーノ製品が有名で、1900年頃には75万個が製造され、半数以上が外国に輸出された。
欧米では「フェドーラ」 (fedora) と呼ばれる。これは、フランスの劇作家ヴィクトリアン・サルドゥー (Victorien Sardou) による1882年初演の "Fédora" に由来する。ヒロインのフェドーラ (Fédora Romanoff (Romanov) を演じたサラ・ベルナール (Sarah Bernhardt) は男性的な衣装を好むことで知られており、劇中で中折れ帽に似た形状の帽子を着用していた。
旧ソビエト連邦では、メーデー、戦勝記念日などでの式典などの際、レーニン廟のひな壇に並んだソ連の指導者たちの中に、中折れ帽をかぶっている人物が多くいた。11月7日の革命記念日では、寒い気候もあって、中折れ帽をかぶっていた人物は少なく、ロシア独自の帽子であるパパーハやウシャンカなどをかぶっている人物が多かった。
日本においては幕末以来の生活の欧米化に伴い、前述のボルサリーノやアメリカのステットソンやノックス、イギリスのクリスティーといった各メーカーからの輸入が行われていた。また、帝国製帽(現・テイボー)や東京帽子（現・オーベクス）、高橋製帽などによって国内生産も行われていた。
1916年（大正5年）頃には、それまでの鳥打ち帽から中折れ帽に流行が移った。
現代ではクラウン部分があらかじめ折り目をつけた形にプレスされているものが多いが、1950年代以前は山高帽のように丸いクラウンで工場出荷されたもの(Open crown)に帽子店や個人がスチームやクリップなどを用いて各々好みの形をつけるものが一般的だった。

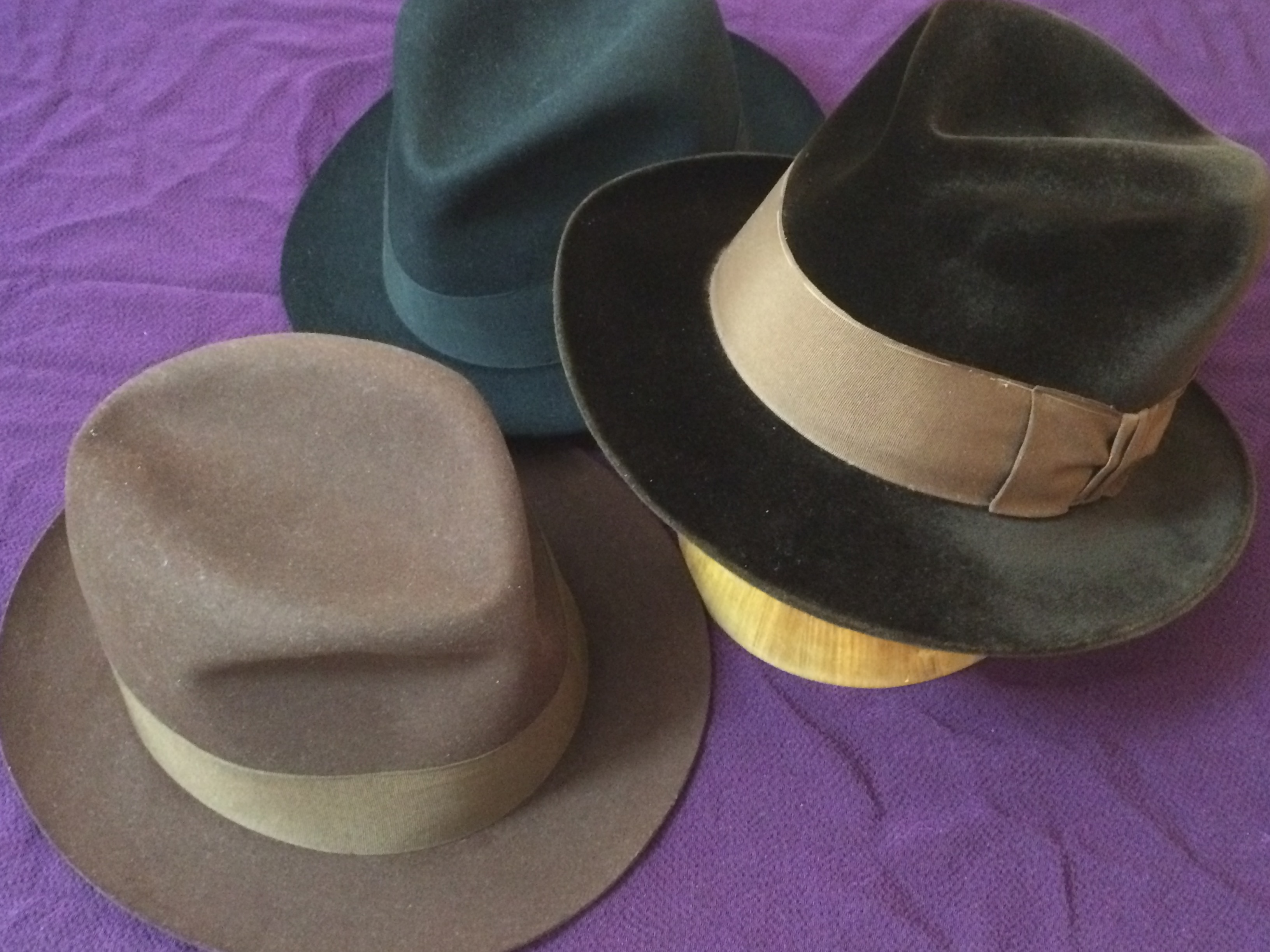
1930年代のソフト帽。山の高さ、リボン幅、ツバ幅などには年代流行がある。

## 中折れ帽にかかわる文化
- 中折れ帽を使った意匠
  - レッドハット - シンボルマークにソフト帽の男性のシルエットを使用しており、またレッドハットの支援するオープンソース開発コミュニティが Fedora Project である。
- ハードボイルドのステレオタイプとして、「トレンチコートを身に着け中折れ帽を被ったタフガイ」というイメージがしばしば語られる。ハンフリー・ボガートの影響と言われる。
- ホラー映画「エルム街の悪夢」シリーズでは、超自然的な連続殺人犯フレディ・クルーガーが中折れ帽を使用している。
- マイケル・ジャクソンは、公私にわたりこの帽子を愛用し、彼を象徴するアイテムの１つとして認識されている。もともとはライブで自身の楽曲『Billie Jean』をパフォーマンスする際に選んだ衣装の一つであり、その着想もとにはフレッド・アステアの映画衣装（1950年代ごろ）があったという[2]。